# آموزش در پورتوریکو
آموزش در پورتوریکو تحت نظارت وزارت آموزش پورتوریکو و شورای آموزش پورتوریکو قرار دارد. وزارت بر همه آموزش دولتی ابتدایی و متوسطه نظارت می‌کند در حالی که شورا بر استانداردهای آموزشی نظارت می‌کند و مجوزهایی برای نهادهای آموزشی خواهان فعالیت یا تأسیس در پورتوریکو صادر می‌کند.
آموزش در پورتوریکو بین سنین پنج و ۱۸ سالگی اجباری است. دانش آموزان ممکن است در مدارس دولتی یا خصوصی تحصیل کنند.

## آموزش ابتدایی و متوسطه

### آموزش دولتی

#### زبان
برخلاف بیشتر مدارس در ایالات متحده، آموزش مدارس دولتی در پورتوریکو تماماً به زبان اسپانیولی انجام می‌شود. انگلیسی به عنوان یک زبان دوم و یک درس اجباری در تمام سطوح تدریس می‌شود. در سال‌های ابتدایی پس از اشغال این جزیره به دست آمریکا در سال ۱۸۹۸ خلاف آن رخ می‌داد: مدارس دولتی تماماً به انگلیسی تدریس می‌کردند و انگلیسی به عنوان یک درس ویژه مورد حمایت آمریکا از ۱۹۰۳ تا ۱۹۱۷ از کلاس اول تا چهارم تدریس می‌شد؛ تازه در سال ۱۹۳۴ بود که کلاس‌های پنجم تا هشتم شروع به تدریس به زبان اسپانیولی نیز کردند. با انتصاب بلنتن وینشیپ به فرمانداری پورتوریکو، انگلیسی تا سال ۱۹۴۱ به عنوان زبان آموزشی مجدداً انتخاب شد؛ که دوباره تنها در مدارس ابتدایی از انگلیسی استفاده می‌شد.
لوییس مونیوس مارین، نخستین فرماندار منتخب مردم در سال ۱۹۴۸ ماریانو ویارونگا تورو را به عنوان کمیسیونر آموزش جزیره منصوب کرد و با انتصاب او بلافاصله زبان آموزش به اسپانیولی برگشت. تا دهه ۱۹۷۰، برنامه‌های دوزبانه در ۱۱۳ مدرسه در پورتوریکو شروع شدند. در سال 2012, Luis Fortuño فرماندار حامی ایالت شدن پورتوریکو با طرح این پیشنهاد که تمامی مدارس دولتی پورتوریکو به جای صورت رایج فعلی اسپانیولی به انگلیسی تدریس کنند، مجادله آفرید.